# Дрнишка Крајина
Дрнишка Крајина је географско подручје у унутрашњости Далмације са центром Дрниша.

## Положај
Подручје Дрнишке Крајине налази се јужно од Книнске Крајине, у Шибенско-книнској жупанији.

## Историја

### Праисторија и антика
Први трагови насељавања у дрнишком крају датирају из 19. века пре нове ере, а пронађени су у три пећине у Брини, у кањону реке Чиколе.
У преантичком периоду појавила су се бројна брдска утврђења и градови, као што су Калун, Балина главица, Чупића градина итд.
У 3.веку п. н. е подручје је насељавало илирско племе Делмати, чије је главно насеље био град Промона, близу данашњег Тепљуха.
34. године п. н. е. подручје су освојили Римљани који су покорили Делмате. Монументални сведоци римске владавине на овом подручју су остаци логора Бурнум код Ивошевца и ранохришћанска црква у Чупићима у Трбоуњу.

### Након доласка Хрвата
У касном средњем веку, дрнишки крај је припадао хрватској племићкој породици Нелипић.